# Alana Evans
Alana Evans (Fort Campbell, 6 luglio 1976) è un'ex attrice pornografica e regista pornografica statunitense.
È conosciuta anche con lo pseudonimo di Jenna Talia, ma odiava così tanto quel nome che lo cambiò con "Alana Evans" dopo soli due film.

## Biografia
Quando Alana aveva tre mesi, sua madre divorziò dal padre, un soldato dell'esercito americano, e si trasferirono nel nord della California. Quando Alana aveva 16 anni, sua madre morì per un cancro al fegato, causato dall'abuso di alcol.
Ha avuto la sua prima esperienza sessuale con un ragazzo a 14 anni e la sua prima esperienza lesbica a 17. Ha iniziato a guardare film porno a 15 anni.
Nel 1994 Alana si diplomò all'Independence High School di San Jose. Fu in quel periodo che si sposò con un uomo di colore ed ebbe un figlio subito dopo. Alana e suo marito avevano un rapporto molto aperto, infatti non di rado frequentavano club di scambisti. Nel 2019 i due hanno annunciato la loro separazione.

## Carriera
Alana e suo marito divennero soci del loro club preferito, dove lei diceva di perdere ogni inibizione e dove divenne una delle spogliarelliste più acclamate. Iniziò la sua carriera nel porno a 21 anni e la sua prima scena fu girata nel film Real Sex 11 in coppia con Mr. Marcus.
Un anno e mezzo dopo l'inizio della sua carriera, Alana divorziò dal marito e subito dopo iniziò una relazione sentimentale con il pornoattore Chris Evans. Dopo 6 anni di convivenza, nel 2006 si sposarono a Santa Monica.
Ad oggi Alana ha preso parte a più di 200 film, inclusi numerose serie per Playboy e 30 film softcore. Firmò un contratto di esclusiva per la SMASH Pictures alla fine del 2005. Dal giugno 2005 cura una rubrica su KSEXradio chiamata All in the Porn Family e partecipa al programma Private Calls per Radio Playboy che va in onda su Sirius Satellite Radio. Alana è stata inserita nella Hall of Fame sia dagli AVN Awards nel 2015 che dagli XRCO Awards nel 2019.
Dal 2018 non ha girato più alcuna scena per cui la sua carriera deve considerarsi conclusa.

## Riconoscimenti
- AVN Awards
  - 2007 – Best Solo Sex Scene per Corruption[8]
  - 2015 – Hall of Fame Video Branch[9]
- XRCO Award
  - 2002 – Unsung Siren[10]
  - 2019 – Hall of Fame[11]

## Filmografia

### Attrice
- Action Sports Sex 2 (1998)
- Action Sports Sex 3 (1998)
- Blowjob Adventures Of Dr. Fellatio 10 (1998)
- Booty Duty 5 (1998)
- Buttslammers 17 (1998)
- Buttslammers 18 (1998)
- Cock Smokers 2 (1998)
- Coed Cocksuckers 8 (1998)
- Coming Attractions 1 (1998)
- Cumback Pussy 12 (1998)
- Deep Inside Dirty Debutantes 21 (1998)
- Dirty Dancers 14 (1998)
- Freshman Fantasies 11 (1998)
- Harem 74 (1998)
- Interracial Fellatio 3 (1998)
- Kristen's Krazy Girlie Adventures 1: Blonde Ambition (1998)
- Lewd Behavior 3: 3rd Strike (1998)
- Nineteen Video Magazine 16 (1998)
- Perverse Addiction 2 (1998)
- Perverse Addictions (1998)
- Play For Pain (1998)
- Pornological 1 (1998)
- Pornomancer (1998)
- Prey (1998)
- Pussyman's Naughty College Nymphos (1998)
- Real Sex Magazine 11 (1998)
- S.M.U.T. 6: Coed Dropouts (1998)
- Secretaries in Heat (1998)
- Shut Up and Blow Me 5 (1998)
- Silent Tears (1998)
- Skin 14: Cuntrol (1998)
- Tight Shots the Movie (1998)
- Up And Cummers 57 (1998)
- Video Virgins 43 (1998)
- Video Virgins 44 (1998)
- Wet Cotton Panties 6 (1998)
- Whack Attack 4 (1998)
- World's Luckiest Black Man (1998)
- Archer's Last Day (1999)
- Buffy Malibu's Nasty Girls 20 (1999)
- Buffy Malibu's Nasty Girls 21 (1999)
- Cornhole Armageddon (1999)
- Cry For Pleasure (1999)
- Cumback Pussy 21 (1999)
- Dirty Little Sex Brats 8 (1999)
- Dirty Little Sex Brats 9 (1999)
- Down The Hatch 2 (1999)
- Drop Dead, Gorgeous (1999)
- Extreme Monique (1999)
- Extremely Yours, Alana (1999)
- Fry Stix (1999)
- Gangbang Auditions 4 (1999)
- House of Whores 1 (1999)
- Inheritance (1999)
- Interactive (1999)
- Lewd Conduct 6 (1999)
- Liquid Gold 1 (1999)
- Lord of Asses 2 (1999)
- Magazine Mania 1 (1999)
- Nasty Nymphos 27 (1999)
- Only the A-Hole 13 (1999)
- Only the A-Hole 14 (1999)
- Open Wide And Say Ahh! 4 (1999)
- Pornoflick (1999)
- Pure Sin (1999)
- Ravished (1999)
- Raw Ass 3 (1999)
- Rocks That Ass 5 (1999)
- Roommates (1999)
- S.I.D.S. 1 (1999)
- Sexplicity (1999)
- Shut Up and Blow Me 15 (1999)
- Shut Up and Blow Me 18 (1999)
- Shut Up and Blow Me 19 (1999)
- Slumber Party 8 (1999)
- Sluts Butts And Housewives (1999)
- Solveig's Way 1 (1999)
- Submissive Little Sluts 1 (1999)
- Sunset Cliffs 1 (1999)
- Tease Me 4 (1999)
- Up Your Ass 12 (1999)
- We Go Deep 3 (1999)
- Weekend Warriors (1999)
- Whack Attack 5 (1999)
- 18 and Confused 3 (2000)
- Artemesia (2000)
- Bend Over And Say Ahh 2 (2000)
- Blow Bang 2 (2000)
- Blowjob Adventures Of Dr. Fellatio 25 (2000)
- Buffy Malibu's Nasty Girls 22 (2000)
- California Bikini Babes (2000)
- California Cocksuckers 20 (2000)
- Candy Striper Stories 3 (2000)
- Cock Smokers 22 (2000)
- Coed Cocksuckers 20 (2000)
- Coed Cocksuckers 21 (2000)
- Creme De La Face 44: Cream Rinse (2000)
- Creme De La Face 47: Getting It Good And Gooed (2000)
- Deep Oral Ladies 5 (2000)
- Different Strokes 5: More Public Pop Shots (2000)
- Dirty Little Sex Brats 10 (2000)
- Dirty Little Sex Brats 12 (2000)
- Dirty Little Sex Brats 14 (2000)
- Extremely Yours, Ashlyn Gere (2000)
- Filthy Talkin' Cocksuckers 6 (2000)
- Filthy Talkin' Cuntlickers 4 (2000)
- Freshman Fantasies 27 (2000)
- Fuck 'em All 3 (2000)
- Gag Factor 1 (2000)
- Girl's Affair 43 (2000)
- Gutter Mouths 18 (2000)
- I Swallow 9 (2000)
- Kelly The Coed 8: Pi Pi Pussy (2000)
- KFCK Sex Radio (2000)
- Lewd Archives 3 (2000)
- Lez-pee-ins 1 (2000)
- Liquid Gold 5 (2000)
- Lord of Asses 3 (2000)
- McKayla's Navy (2000)
- MH Home video 560: Beautiful Blonde Bombshells (2000)
- Old Dicks and Young Chicks 2 (2000)
- Only the A-Hole 16 (2000)
- Perverted Stories 28 (2000)
- Piss Factory (2000)
- Porno Chick (2000)
- Pussyman's Junior College Tramps (2000)
- Pussyman's Large Luscious Pussy Lips 1 (2000)
- Pussyman's Spectacular Butt Babes 2 (2000)
- Sexual Harassment 3 (2000)
- Shane's World 22: Scavenger Hunt (2000)
- Shane's World 27: Girls On Top (2000)
- Sheer Desire (2000)
- Shut Up and Blow Me 22 (2000)
- Shut Up and Blow Me 24 (2000)
- Straight A Students 3 (2000)
- Stuffed 1 (2000)
- Submissive Little Sluts 2 (2000)
- Submissive Little Sluts 3 (2000)
- Submissive Little Sluts 4 (2000)
- Submissive Little Sluts 5 (2000)
- Sugar Daddy Sweethearts 1 (2000)
- Super Quick 1 (2000)
- Torment 10 (2000)
- Torment 11 (2000)
- University Coeds 24 (2000)
- Virgin Whore (2000)
- Anal Adventure (2001)
- Babes In Pornland 1: Facial Babes (2001)
- Babysitter 8 (2001)
- Blowjob Adventures of Dr. Fellatio 37 (2001)
- Caution Your Azz is In Danger 1 (2001)
- Dirty Little Cocksuckers 5 (2001)
- Dirty Little Sex Brats 16 (2001)
- Dirty Talkin' Blowjobs (2001)
- Exotics-USA.com (2001)
- Eye Contact 12 (2001)
- Fast Times at Deep Crack High 5 (2001)
- Filthy Talking 3-Way Fuckers (2001)
- Filthy Talking 69'ers (2001)
- Filthy Talking Anal Fuckers (2001)
- Flash Flood 4 (2001)
- Fuck Pigs 5 (2001)
- Gangbang Girl 28 (2001)
- Gangland 28 (2001)
- Girl's Affair 56 (2001)
- Girl's Affair 60 (2001)
- Gynatown (2001)
- House Sitter (2001)
- Kelly The Coed 10: Greek Fest (2001)
- Layovers (2001)
- Liquid Gold 7 (2001)
- Lord of Asses: Asstravaganza (2001)
- Lust World 2 (2001)
- Mouth Whores (2001)
- Oral Sensations 4 (2001)
- Parental Advisory (2001)
- Portholes To Hell (2001)
- Pussyman's Large Luscious Pussy Lips 3 (2001)
- S.M.U.T. 18: Scared Stiff (2001)
- Sex Survivor 1 (2001)
- Sex Survivor 2 (2001)
- Shane's World 28: Devil's Punchbowl (2001)
- Simply 18 5 (2001)
- Sorority Sleepover (2001)
- Submissive Little Sluts 10 (2001)
- Submissive Little Sluts 11 (2001)
- Things We Do For Money (2001)
- Violation Of Kate Frost (2001)
- Violation Of Kiki Daire (2001)
- Whack Attack 10 (2001)
- Beautiful Couples 1 (2002)
- Blowjob Fantasies 14 (2002)
- Bob's Video 174: Sophie's Maximum Pleasure (2002)
- Bob's Video 175: Hard Working Secs 3 (2002)
- Body (2002)
- Come Play With Me 1 (2002)
- Cumback Pussy Platinum 1 (2002)
- Different Worlds (2002)
- Ecstasy 9 (2002)
- Lust Highway (2002)
- Nasty Girls Video Road Show (2002)
- On The Set With Hannah Harper (2002)
- Out of High School 4 (2002)
- Passion And Betrayal (2002)
- Paying The Piper (2002)
- Princess Whore 1 (2002)
- Pussy Fingers 18 (2002)
- Pussyman's Large Luscious Pussy Lips 4 (2002)
- Ron Jeremy on the Loose: Sunset Strip (2002)
- Sensual Ladies Grappling (2002)
- Sex Fun 9 (2002)
- Sex Sells (2002)
- Sex Survivor 3 (2002)
- Sex Survivor 4 (2002)
- Sex Survivor 5 (2002)
- Sex Survivor 6 (2002)
- Skate Trixxx 2 (2002)
- Smokey Blondes Have More Fun (2002)
- Stop My Ass Is On Fire 6 (2002)
- Swallow My Pride Just Blow Me (2002)
- Ultimate Tag Team (2002)
- When The Boyz Are Away The Girlz Will Play 7 (2002)
- X-Rated Auditions 5 (2002)
- 100% Girls (2003)
- Asseaters Unanimous 2 (2003)
- Best of Jezebelle Bond (2003)
- Big Ass Anal Exxxstravaganza (2003)
- Blow Me Sandwich 3 (2003)
- Cumstains 2 (2003)
- Dirty Little Cheaters (2003)
- Face Down Ass Up (2003)
- Girls Home Alone 20 (2003)
- Gooey Buns 2 (2003)
- Handjobs 13 (2003)
- Indecent Desires (2003)
- Oh That's Tight 1 (2003)
- Panty Paradise (2003)
- Performing Ass (2003)
- Pornstar 2 (2003)
- Pussy Playhouse 6 (2003)
- Secret Suburban Sex Parties (2003)
- Sex Lies And Desires (2003)
- Sex Trials (2003)
- Sexual Fantasy (2003)
- Sodomania: Slop Shots 13 (2003)
- Strip Tease Then Fuck 2 (2003)
- Throat Bangers 3 (2003)
- Vault (2003)
- Women Of Sin (2003)
- XXXtreme Oil Wrestling 2 (2003)
- XXXtreme Wrestling 2 (2003)
- 100% Blowjobs 30 (2004)
- All Anal 3 (2004)
- American Ass 3 (2004)
- Anusthesia (2004)
- Assentials (2004)
- Assfensive 1 (2004)
- Baby Dolls Get Violated (2004)
- Best of Gangland 3: Lex Vs. Mandingo (2004)
- Beverly Hills Party Girls (2004)
- Blonde Ambition (2004)
- Blow Jobs Gone Wild 1 (2004)
- Dirty Road Trips 2: Cheating Housewives (2004)
- Droppin' Loads 2 (2004)
- Droppin' Loads 4 (2004)
- Fill My Mouth with Cum (2004)
- Forbidden Pleasures (2004)
- Gangbang Squad 1 (2004)
- Grudge Fuck 2 (2004)
- Hot Chicks Little Tits 1 (2004)
- Inheritance (2004)
- Innocence Lost (2004)
- KSEX Games 2004 (2004)
- Lipstick Erotica (2004)
- Lovin' Porn (2004)
- Mommy Loves Cum (2004)
- Monster Facials 3 (2004)
- Nasty Tales (2004)
- Older Women With Younger Girls 5 (2004)
- Pillow Talk (2004)
- Pushers 1 (2004)
- Pussy Party 3 (2004)
- Pussyman's Shaving Starlets 5 (2004)
- Reality Porn 1: Summer Luvin' (2004)
- Reality Sucks (2004)
- Road Trixxx 1 (2004)
- Scene Study (2004)
- Steamy Windows (2004)
- Stinkers 1 (2004)
- Taking Chance? (2004)
- Trade Secrets (2004)
- Whatever It Takes (2004)
- XXX Platinum Blondes 2 (2004)
- XXX Training Day (2004)
- 100% Blowjobs 32 (2005)
- All Access Anal (2005)
- Asseaters Unanimous 10 (2005)
- Assfensive 3 (2005)
- Big Shots (2005)
- Blow Me 3 (2005)
- Cheating Housewives 2 (2005)
- Conviction  (2005)
- Corrupted (2005)
- Excessive Penetration (2005)
- Fill Me In 1 (2005)
- Glamour Sluts 2 (2005)
- Guide to Eating Out (2005)
- Hidden Desires (2005)
- Hook-ups 8 (2005)
- Internal Affairs (2005)
- Iron Head 5 (2005)
- Lesbian Bukkake 2 (2005)
- Lights Camera Fuck  (2005)
- Locked Cocked and Two Smoking Holes (2005)
- Lollipop Coeds (2005)
- Please Cum Inside Me 20 (2005)
- Sick Girls Need Sick Boys 1 (2005)
- Squirt For Me POV 2 (2005)
- Strap-On Divas (2005)
- Throated 5 (2005)
- Two For One Teens (2005)
- Whore Gaggers 3 (2005)
- Whore Next Door (2005)
- Worlds Greatest Squirters (2005)
- Amateur Blondes on Blacks (2006)
- Assfensive 6 (2006)
- Black Cock Addiction 2 (2006)
- Britney Rears 3: Britney Gets Shafted (2006)
- Cash And Carey (2006)
- Chocolate Lovin' Moms 1 (2006)
- Corruption (2006)
- Creme Brulee (2006)
- Housewife 1 on 1 4 (2006)
- Innocent Desires 1 (2006)
- MILF Obsession 2 (2006)
- MILF Squirters 2 (2006)
- Mind Blowers 3 (2006)
- My Wife's 1st Monster Cock 7 (2006)
- Pissing College Girls (2006)
- POV Cocksuckers 1 (2006)
- Pussy Party 16 (2006)
- Searching For: The Anal Queen 3 (2006)
- Stick It In My Face 4: Greedy For More (2006)
- Table For 3 (2006)
- Teen Hustlers (2006)
- What Are Friends For ? (2006)
- Your Mom's a Slut She Takes It In The Butt 2 (2006)
- All Of Me (2007)
- Ass Rammin' (2007)
- Babysitter 26 (2007)
- Cocktail Hour (2007)
- Face Fucking Inc. 1 (2007)
- Face Sprayers 5 (2007)
- Foot Hustle (2007)
- Fully Exposed (2007)
- Garden of Lust (2007)
- I Fucked My Neighbor's Wife (2007)
- I'll Toss Your Salad If You Butter My Buns (2007)
- MILF Invaders 3 (2007)
- Mother May I?  (2007)
- My First Sex Teacher 10 (2007)
- No Man's Land Girlbang (2007)
- Not The Bradys XXX (2007)
- Pick 'Em Young (2007)
- Son Of Blackzilla (2007)
- Strap Attack 7 (2007)
- Superwhores 8 (2007)
- Takin' a Tinkle 6 (2007)
- XXX Box (2007)
- You've Got a Mother Thing Cumming 1 (2007)
- 50 State Masturbate (2008)
- AssOrama  (2008)
- Blow Me Sandwich 13 (2008)
- Bossy Boss 2 (2008)
- Come to Momma 2 (2008)
- Cougar Recruits 2 (2008)
- Invasion of the MILFs: High Score (2008)
- Mandingo Madness 2 (2008)
- Not The Bradys XXX: Marcia Marcia Marcia (2008)
- Palin Erection 2008 (2008)
- POV Blowjobs 1 (2008)
- Pussy Party 24 (2008)
- Taking Memphis (2008)
- Tennis Ballin' RXF (2008)
- Wife Switch 3 (2008)
- Attack of the CFNM 3 (2009)
- Attack of the CFNM 4 (2009)
- CFNM Secret 1 (2009)
- Coed Cock Cravers 5 (2009)
- Desperate Housewives 2 (2009)
- Desperately Seeking Cock 5 (2009)
- Double Plugged (2009)
- Everybody Needs MILF (2009)
- MILF and Cookies (2009)
- More Than A Mouthful (2009)
- Mother Suckers 2 (2009)
- Not The Bradys XXX: Pussy Power (2009)
- Pornhouse Vixens (2009)
- Re-Visiting Uranus (2009)
- Seasoned Players 11 (2009)
- Tinkle Time 3 (2009)
- Bottom Line 1 (2010)
- CFNM Secret 3 (2010)
- CFNM Secret 5 (2010)
- Her First Lesbian Sex 18 (2010)
- Not Charlie's Angels XXX (2010)
- Not The Bradys XXX: Bradys Meet The Partridge Family (2010)
- Ass-Asination (2011)
- Cougars Crave Young Kittens 8 (2011)
- Seasoned Players 15 (2011)
- Suburban Moms 2 (2011)
- Against Her Will 1 (2012)
- Anal Overdose 2 (2012)
- Black Cock Hungry Soccer Moms (2012)
- Blumpkin Blowjobs 3 (2012)
- Clean My Ass 2 (2012)
- Clean My Ass 3 (2012)
- Cougar Sex Club 5 (2012)
- Couples Bang the Babysitter 7 (2012)
- Fuck Buddies (2012)
- Fuck My Mom and Me 17 (2012)
- I Like Em White 6 (2012)
- Jay's Anal Archives 3 (2012)
- Latex Moms (2012)
- MILF Bound (2012)
- MILF Soup 20 (2012)
- Mommy Blows Best 13 (2012)
- Mothers Teaching Daughters How To Suck Cock 13 (2012)
- My MILF Boss 6 (2012)
- Paranormal Cracktivity: Haunted MILFs (2012)
- Teacher's Got a Tight Pussy 5 (2012)
- That Cougar Fucks Like An Animal 4 (2012)
- Wanna Fuck My Daughter Gotta Fuck Me First 13 (2012)
- Your Mom Tossed My Salad 10 (2012)
- Booty Pageant (2013)
- Interracial Anal MILFs (2013)
- Sleep Over (2013)

### Regista
- Pick 'Em Young (2007)